# 발터 도른베르거

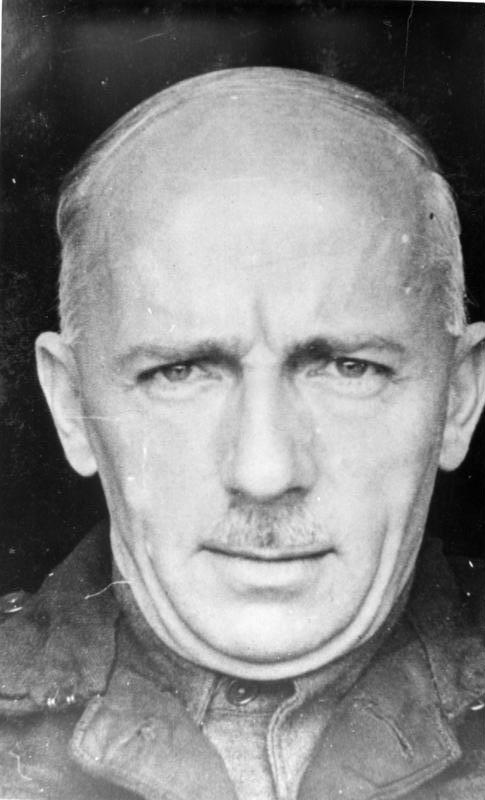
발터 도른베르거

발터 로베르트 도른베르거(독일어: Walter Robert Dornberger, 1895년 9월 6일 ~ 1980년 6월 27일)는 독일의 군인이자 로켓 기술자이다. 독일 국방군 소장(Generalmajor)이었으며, 독일 육군 병기국(독일어: Heereswaffenamt)에서 로켓 개발 책임자로 일하였다. 제2차 세계 대전 후, 미국으로 건너갔다.
도른베르거는 1895년, 기센의 약국 가문에서 태어났으며, 그의 위로 형 두 명이 있었다. 제1차 세계 대전이 발발하자, 독일군에 지원하여 전쟁터에 나섰고, 1918년에 미국 해병대에 붙잡혀 프랑스의 전쟁 포로 수용소에서 2년을 보냈다. 전후 제국방위군(Reichswehr)에 채용되어 1920년대 말, 샤를로텐부르크 공과대학교에서 기계공학을 배우고 학위를 취득하였다.
1932년, 도른베르거는 독일 육군 병기국에서 고형 연료 로켓의 개발을 맡았는데, 베르사유 조약에 의해 독일은 장거리포의 개발 및 소유가 금지되었기 때문에, 샛길로 조문(條文)에 없는 로켓이 주목을 받았던 것이었다. 이 해에 우주비행협회는 군의 지원을 요청하였고, 발사 실험은 실패로 끝났으나, 도른베르거는 협회에 대해 비밀 엄수와 군사 전용을 조건으로 원조를 신청하였다. 이 제안을 협회는 거절하였으나, 베르너 폰 브라운은 이 제의를 받아들였다.
1935년, 베를린 공과대학교에서 자이로스코프 개발에 기여한 공으로 명예 박사 학위가 주어졌고, 다음 해 육군 병기국에서 로켓 부장으로서 로켓 개발 감독으로 활동하였는데, 이는 장래 V-2 로켓의 개발로 이어졌다. 제2차 세계 대전 중인 1943년, 소장으로 승진해 페네뮌데(Peenemünde) 육군 실험장 사령관으로 임명되었다. 도른베르거는 이 해부터 1945년까지 V-2 로켓 부대의 훈련과 보급을 담당하였으며, 1943년 9월부터 미텔베르크(Mittelwerk) 유한회사 (有限會社) 에 참여하여, 콘슈타인(Kohnstein)의 지하 갱도에서 미텔바우도라(Mittelbau-Dora) 강제 수용소의 죄수를 강제 노동시켜 로켓을 생산하였다. 서부 전선에서의 V-2 로켓 투입으로, 1944년에 10월에 전쟁 공로 훈장(Kriegsverdienstkreuz) 을 수여받았다.

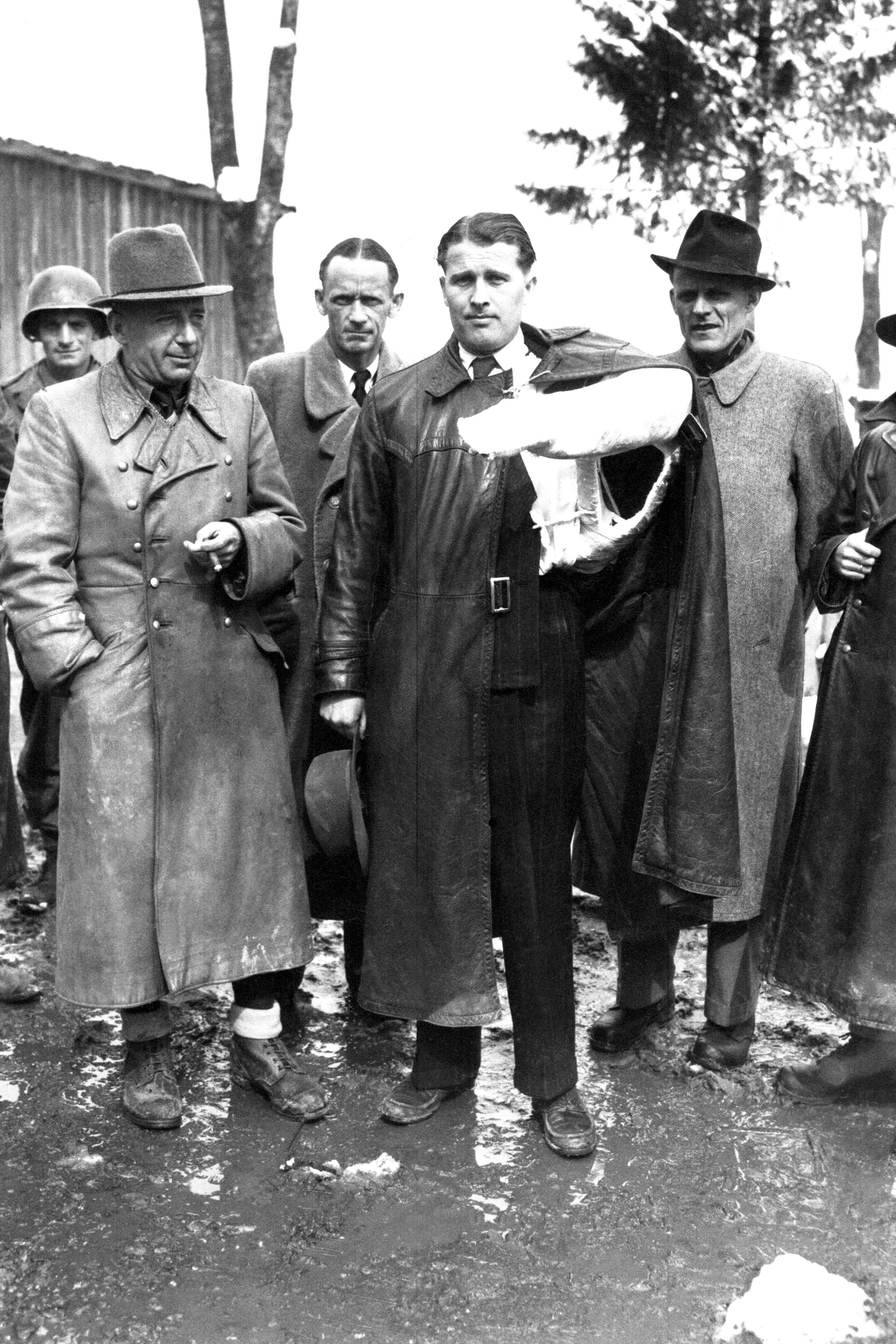
미군의 포로가 된 직후의 도른베르거 (좌측 모자 쓴 인물) 와 폰 브라운 (중앙).

1945년 5월, 티롤의 로이테(Reutte)에서 폰 브라운 등과 함께 미군의 포로가 되었다. 도른베르거는 전쟁 범죄자로 간주되어 로켓 기술 확보를 바라는 미군은 석방에 힘썼으나, 결국 1947년 7월까지 웨일스에 수감되었다. 1947년, 미국으로 출국이 인정되어 2년에 걸쳐 오하이오주의 라이트 패터슨 공군 기지(Wright-Patterson Air Force Base)에서 미국 공군의 고문을 맡았다. 그곳에서는 대략 120명의 독일인 로켓 기술자가 개발에 참여하여 가족과 함께 미국 시민권을 취득하였다. 그 후에는 벨 에어크래프트(Bell Aircraft) 로 자리를 옮겨, 1959년부터 정년까지 경영에 참여하였다. 1980년, 서독에서 사망하였다.

## 에피소드
1984년, 미국 제7군의 패트리어트 미사일이 맨처음 배치된 곳은 도른베르거의 고향 기센 근처이며, 당시 서독의 국방장관 만프레트 뵈르너 (Manfred Wörner) 에 의해 미사일 주둔지에 "도른베르거"라는 이름이 붙여졌다. 제43 방공 포병 연대 제4대대는 이 주둔지를 1991년까지 사용하였다.

## 같이 보기
- 베르너 폰 브라운
- V-2 로켓

## 참고 문헌
- V2 - der Schuß ins All (1952). Erweiterte Neuausgabe mit dem Titel "Peenemünde - Die Geschichte der V-Waffen" (1981, Ullstein, ISBN 3-548-33119-X)
- "The Rocket-Propelled Commercial Airliner". Dyna-Soar: Hypersonic Strategic Weapons System, 19-37.